# هنري إيفانز
هنري إيفانز (بالإنجليزية: Henry Evans)‏ (6 أغسطس 1846 في أستراليا - ) هو لاعب كريكت أسترالي. لعب مع فريق تسمانيا للكريكت.

## وصلات خارجية
- هنري إيفانز على موقع إي آس بي آن كريك إنفو (الإنجليزية)